# ديك غرايسون
ديك غرايسون (بالإنجليزية: Dick Grayson)‏ هو شخصية بطل خارق خيالية يظهر في القصص المصورة الأمريكية التي تنشرها دي سي كومكس. ظهر للمرة الأولى في ديتكتيف كومكس في العدد رقم 38 في أبريل 1940. هذه الشخصية من ابتكار كل من بيل فينغر وبوب كين. وضعه موقع آي جي إن في المركز 11 ضمن قائمة أفضل الأبطال في القصص المصورة. يعرف بكونه مساعدا للبطل الخارق باتمان وهو أول بطل يحمل اسم «روبن». في يوليو 1984 صار يلعب دور شخصية جناح الليل.